# 행운의 신사들
행운의 신사들(러시아어: Джентльмены удачи, 영어: Gentlemen of Luck)은 러시아(구 소련)에서 제작된 알렉산드르 이바노비치 세리 감독의 1972년 영화이다. 사벨리 크라마로프 등이 주연으로 출연하였다.

## 출연
- 사벨리 크라마로프
- 올레크 비도프